# Tragwurst
Die Tragwurst ist eine Erhebung in Hessen. Sie befindet sich östlich von Wilsbach, einem Ortsteil von Bischoffen im Lahn-Dill-Kreis an der Landesstraße 3047.
Sie erreicht eine Höhe von ca. 295 M ü. M.